# Торнякалнс (станция)
То́рнякалнс (латыш. Torņakalns) — железнодорожная станция в микрорайоне Торнякалнс Земгальского предместья Риги на электрифицированных железнодорожных линиях Торнякалнс — Тукумс II и Рига — Елгава. Станция занимает около 9 га площади и в состоянии обслуживать до 31000 грузовых и 41000 пассажирских составов. Станция Торнякалнс состоит из двух частей: парка «А» и парка «В» (парк «В» расположен ниже парка «А»). На территории парка «В» на бывших тупиках товарной станции находится музей истории Латвийской железной дороги. Рядом с пассажирским зданием установлен мемориал в память жертв депортации 1941 года.

## История
Открытую в 1868 году конечную станцию Митавской железной дороги в Риге называли Митавской станцией. Эта станция, на тот момент весьма значимая, обеспечивала связь Риги с Земгальским краем. Но после постройки в 1872 году железнодорожного моста через Даугаву значение бывшей конечной станции ослабло, и она использовалась как товарная, входившая в состав объединённой станции Торенсберг (ныне Торнякалнс), именовавшейся также «Рига III».
Митавская станция находилась севернее теперешней — между бульваром Узварас и улицей Акменю. По состоянию на 2014 год часть здания старой станции сохраняется в виде жилого дома № 19 по улице Акменю. 56°56′23″ с. ш. 24°05′42″ в. д. В 1873 году через Торенсберг (Торнякалнс) начали курсировать поезда, следующие по новой линии Рига — Тукумс. В середине 1880-х годов построено пассажирское здание, дошедшее до 2014 года практически в первозданном виде (здание пострадало от пожара в 1994 году, впоследствии отреставрировано).
С 1950 года, когда была закончена электрификация участка Рига — Дубулты, станция Торнякалнс принимает электропоезда. После электрификации участка Рига — Елгава в 1972 году по этому маршруту курсировал опытный контактно-аккумуляторный электропоезд ЭР2А6.
В рамках строительства железнодорожной линии Rail Baltica планируется перенос всей пассажирской инфраструктуры станции Торнякалнс на 250-300 м в сторону берега Даугавы и сооружение подземного перехода между новыми платформами.

## Движение поездов
На станции останавливаются все электропоезда направлений на Тукумс и Елгаву. Поезда, следующие через Елгаву на Добеле, Лиепаю и Вильнюс, проезжают станцию Торнякалнс без остановки.
Имеет 4 электрифицированных пути, все они используются для движения электропоездов.
Пути и платформы (нумерация от здания вокзала):
1. Елгава — Рига
2. Рига — Елгава
3. Тукумс II — Рига
4. Рига — Тукумс II

Также имеются подъездные пути: для отстоя вагонов и ведущий к железнодорожному музею.